# Patins à roulettes (roman)
Patins à roulettes (Roller Skates) est un livre de Ruth Sawyer qui a remporté la médaille Newbery pour sa contribution à la littérature enfantine américaine en 1937. Il s'agit d'un récit fictif d'une année de la vie de Sawyer.
Le roman est publié pour la première fois en français en 1950 aux éditions de l’Amitié-G. T. Rageot.

## Résumé
Roller Skates commence avec le narrateur qui se souvient d'une année particulière dans les années 1890, lorsque la jeune Lucinda Wyman arrive au domicile des Miss Peters à New York ; les deux dames s'occuperont d'elle pendant un an tandis que les parents de l'enfant voyage en Italie. Les journaux intimes de la narratrice l'aident à se souvenir des détails de « l'orphelinat » de Lucinda (10 ans) comme elle l'appelle. Mlle Peters, une enseignante, est « une personne d'une grande compréhension, pas de bêtises et pas d'interférence ». Miss Nettie est timide et douce. En vivant avec elles, Lucinda vit une liberté sans précédent, explore la ville en patins à roulettes et se lie d'amitié avec différents types de personnes. 
Lucinda fait rapidement la connaissance de M. Gilligan, chauffeur de fiacre et du policier M'Gonegal. Le premier ami de son âge est Tony Coppino, fils d'un propriétaire de stand de fruits italien. Lucinda fait appel à l'officier M'Gonegal pour arrêter les intimidateurs qui renversent le kiosque à fruits du père de Tony et volent les fruits. En retour, Tony l'emmène pour un pique-nique en ville où ils rencontrent un chiffonnier. Plus tard, Lucinda lit Shakespeare avec son oncle préféré et est a l'idée de monter une production de marionnettes de La Tempête. 
Mais le froid et la neige de l'hiver la gardent enfermée à l'intérieur, et finalement Lucinda agitée fait des bêtises et est renvoyée de l'école en disgrâce. Plus tard, son oncle lui fait découvrir les tragédies de Shakespeare, et elle vit la sienne lorsque deux de ses amis meurent. Avec le retour des parents de Lucinda d'Italie, elle se rend compte que tout change. Elle patine donc une dernière fois au parc. « Comment aimeriez-vous avoir toujours dix ans ? » réfléchit-elle. « C'est ce que j'appellerais une idée parfaitement élégante ! » . 

## Contexte
La famille de Sawyer était aisée et elle a été élevée par des parents âgés qui ont insisté pour qu'elle respecte des règles et des routines strictes. Quand elle avait dix ans, ils ont voyagé en Europe pour l'été, la laissant avec sa nounou irlandaise et de la famille. Pour la première fois, elle a eu la liberté dont elle rêvait pour explorer New York. Comme elle l'a dit dans son discours de la remise de la médaille Newbery : « Un enfant libre est un enfant heureux ; et il n'y a rien de plus charmant ; même un enfant désagréable cesse d'être désagréable et est aimé ». Sawyer s'est inspirée de ses expériences de cette année-là lorsqu'elle a écrit Roller Skates. 

## Réception critique
Roller Skates traite de problèmes inhabituels pour l'époque, notamment la mort de deux amis de Lucinda. Selon le Dictionary of Literary Biography « la littérature enfantine à cette époque ne contenait généralement pas certains des événements et comportements qui se sont produits comme processus naturels dans les expériences de Lucinda ». Ces expériences incluent « son manque de supervision » appropriée, « son étrange assortiment d'amis et sa rencontre avec la mort ». La réaction critique au livre a été positive. Kirkus Reviews lui a donné une critique élogieuse « pour un livres d'un mérite remarquable », le qualifiant de « l'un des livres les plus délicieux de l'année - une histoire vivante et adorable ». Roller Skates a reçu le prix Newbery de 1937, pour « sa contribution la plus distinguée à la littérature enfantine américaine ». 

## Publication
Le roman est publié pour la première fois en langue française en 1950 :
- Ruth Sawyer (trad. Edith Vincent), Patins à roulettes [« Roller Skates »], Éditions de l’Amitié-G. T. Rageot, 1950, 222 p.[7],[8]